# Denhî, Zolotonoșa
Denhî (în ucraineană Деньги) este localitatea de reședință a comunei Denhî din raionul Zolotonoșa, regiunea Cerkasî, Ucraina. În secolul al XIX-lea, satul făcea parte din volostul Kropîvna, uezdul Zolotonoșa.

## Demografie
Componența lingvistică a localității Denhî
     Ucraineană (95,4%)
     Rusă (3,7%)
     Alte limbi (0,39%)
Conform recensământului din 2001, majoritatea populației localității Denhî era vorbitoare de ucraineană (95,4%), existând în minoritate și vorbitori de rusă (3,7%).